# Массовое убийство в Екатеринбурге в 1996 году
Массовое убийство в Екатеринбурге — совершил 25-летний житель Магнитогорска Валерий Кулаков на почве мести и ревности к своей сожительнице Евгении Бейлиной.

## Биография преступника
Валерий Анатольевич Кулаков родился 25 декабря 1970 года в Свердловске. Рос в благополучной семье. Его отец играл в военном оркестре. После окончания школы в 1988 году поступил в Свердловское высшее военно-политическое танко-артиллерийское училище, которое окончил в 1992 году по специальности военный психолог. Вернувшись в Магнитогорск устроился работать в отдел кадров металлургического комбината, а вскоре перешëл работать инспектором в налоговую службу, где и проработал до ареста. В 1993 году Кулаков получил отдельную квартиру и стал проживать с любовницей Евгенией Бейлиной и её малолетним сыном Георгием от первого мужа-еврея, с которым она жила в Израиле. Осенью 1996 года отношения Кулакова с Бейлиной стали ухудшаться на почве того, что Кулаков был чрезмерно агрессивен. Известно, что у него были три травмы черепа, полученные в драках. Также он серьëзно увлекался единоборствами и оружием, хранил у себя в квартире несколько ножей, газовый пистолет, патроны и кастет, а в конфликтных ситуациях, в том числе и с Евгенией, мог прибегнуть к физическому насилию. Она собиралась на постоянное проживание эмигрировать в Израиль и восстановить отношения со старым мужем. Кулаков хотел уехать вместе с ней, но на законодательном уровне он не мог это сделать, ведь не был евреем и не имел жену еврейку, а выходить замуж Евгения не хотела. После очередной ссоры, 27 октября, Бейлина окончательно собралась и поехала в Екатеринбург, где купила билеты на самолёт на 31 октября и остановилась у своих знакомых, что привело Кулакова в ярость.

## Массовое убийство
29 октября 1996 года Валерий Кулаков в дневное время суток пришëл в квартиру № 8 на втором этаже девяти-этажного здания по адресу улица Тверитина, дом 13, в Екатеринбурге, где находились Евгения Бейлина и её сын Георгий, готовившиеся к отъезду, а также её мать Галина и двое хозяек жилья — Алла Володарская и её дочь Галина Савельева. При нëм были два ножа, охотничий и кинжал и две ручных гранаты. После короткого разговора с Евгенией Кулаков нанёс всем, кто находился в помещении, 96 смертельных ранений ножом, в том числе одно — трёхлетнему Георгию. Затем он, посчитав соседей из квартиры № 7 свидетелями убийства, зашëл к ним и 22 раза ударил ножами владельца квартиры Валентину Мельникову и её знакомого Ивана Рукавишникова. Осуществив убийства, Кулаков спрыгнул с балкона седьмой квартиры и благополучно скрылся с места преступления. Всего Кулаков за 10 минут совершил 7 убийств и в сумме произвëл 118 ударов ножом.

## Следствие, суд и мотивы
Довольно быстро жильцы дома обнаружили следы крови на лестничной площадке, а затем и трупы убитых в их квартирах. Муж убитой Галины Савельевой Иосиф сообщил, что приехавшая из Магнитогорска Бейлина рассказывала о напряжëнных отношениях с неким Валерием Кулаковым и скандалах с ним. Уже на следующее утро следователи выехали к Кулакову в Магнитогорск. После ареста Кулаков сразу начал давать признательные показания. Вскоре Кулаков был этапирован в Государственный научный центр социальной и судебной психиатрии им. В. П. Сербского, с целью проверки его вменяемости. Там Кулаков начал старательно симулировать признаки психического расстройства, рассказывая о провалах в памяти и общении с мертвецами, но обмануть врачей ему не удалось и было сделано заключение о том, что он осознавал фактический характер и общественную опасность своих деяний.
Официальным мотивом Кулакова следствие назвало месть сожительнице за то, что она решила оборвать с ним отношения и уехать к Израиль, дабы восстановить отношения со старым мужем и начать проживать с ним на постоянной основе. Кулаков тоже стремился переехать с ней, но на законодательном уровне ему было запрещено по нескольким причинам, да и в планы самой Евгении не входил переезд с Валерием. Это и провоцировало ссоры между ними и их расставание.
По мнению учëного и специалиста по криминальной психиатрии Юрия Антоняна, который создавал психоанализ Андрея Чикатило и других преступников, Кулаков представляет собой так называемую «некрофильскую личность», для которой главный мотив — это причинение смерти и получение удовольствия от неё, а остальные мотивы, как, например, в случае Кулакова, месть, являются лишь последней каплей, запускающей механизм уничтожения всего живого. Кулаков не испытывал никакого раскаяния и угрызений совести, во время убийств находился в особом состоянии экстаза, а само убийство совершал быстро и легко, что, по мнению Антоняна, лишний раз доказывает, что сама смерть для Кулакова была главной причиной массового убийства.
Суд над Кулаковым состоялся 1 июня 1998 года. Свердловский областной суд вынес ему обвинения по статьям 102-й УК РСФСР (умышленное убийство при отягчающих обстоятельствах) и 218-й (хранение оружия) и приговорил его к смертной казни. Таким образом, Кулаков стал последним в России преступником, в чей адрес прозвучал смертный приговор. Преступник не признал своей вины, его последними словами были: «Я не убивал».  
В 1999 году смертная казнь Кулакову была заменена на пожизненное лишение свободы в исправительной колонии особого режима. После этого он был этапирован в колонию «Чёрный дельфин» в городе Соль-Илецке в Оренбургской области.